# 386 Siegena
386 Siegena је астероид главног астероидног појаса. Приближан пречник астероида је 165,01 km,
а средња удаљеност астероида од Сунца износи 2,896 астрономских јединица (АЈ).
Инклинација (нагиб) орбите у односу на раван еклиптике је 20,262 степени, а орбитални период износи 1800,491 дана (4,929 године). Ексцентрицитет орбите астероида износи 0,173.
Апсолутна магнитуда астероида износи 7,43 а геометријски албедо 0,069.
Астероид је откривен 1. марта 1894. године.